# Halecania ralfsii
Halecania ralfsii är en lavart som först beskrevs av Thomas Salwey och som fick sitt nu gällande namn av Michaela Mayrhofer. 
Halecania ralfsii ingår i släktet Halecania och familjen Catillariaceae. Arten är reproducerande i Sverige. Inga underarter finns listade i Catalogue of Life.